# Elaphria albovariegata
Elaphria albovariegata är en fjärilsart som beskrevs av Embrik Strand 1921. Elaphria albovariegata ingår i släktet Elaphria och familjen nattflyn. Inga underarter finns listade i Catalogue of Life.